# Старый Пиндеев
Старый Пиндеев —хутор в Новоузенском районе Саратовской области в составе сельского поселения Алгайское муниципальное образование. 

## География
Находится на расстоянии примерно 34 километра по прямой на восток-юго-восток от районного центра города Новоузенск.

## История
Официальная дата основания 1930 год.

## Население
Постоянное население составило 0 человек в 2002 году, 9 в 2010.